# Рупандехи (район)
Рупандехи (непальск. रुपन्देही जिल्ला) — один из 75 районов Непала. Входит в состав зоны Лумбини, которая, в свою очередь, входит в состав Западного региона страны. Административный центр — город Сиддхартханагар.
Граничит с районом Капилвасту (на западе), районом Аргхакханчи (на северо-западе), районом Палпа (на севере), районом Навалпараси (на востоке) и индийским штатом Уттар-Прадеш (на юге). Площадь района составляет 1360 км². Высота территории района изменяется от 100 до 1229 м над уровнем моря.
Население по данным переписи 2011 года составляет 880 196 человек, из них 432 193 мужчины и 448 003 женщины. По данным переписи 2001 года население насчитывало 708 419 человек. 86,24 % населения исповедуют индуизм; 8,23 % — ислам; 4,61 % — буддизм и 0,66 % — христианство.